# Sungai Penuh
Sungai Penuh (in indonesiano: Kota Sungai Penuh) è una città (in indonesiano: kota) dell'Indonesia, situata nella provincia di Jambi.
La città è un'enclave della reggenza di Kerinci.